# Рапидограф
Рапидогра̀ф е инструмент, който се използва от инженери, архитекти и чертожници за рисуване на линии с равномерна дебелина, необходими за изработването на архитектурни, машинни и технически чертежи. Името „рапидограф“ произхожда от серията технически писалки на германския производител Ротринг.

## Конструкция
Писецът на рапидографа представлява метална тръбичка, в която има тънка метална игла. В горния край на иглата има малка тежест, която осигурява непрестанното движение на иглата нагоре-надолу по време на чертане, което осигурява равномерното подаване на туш.
Писецът е изработен от стомана, благодарение на което дълготрайността му при писане върху хартия е голяма. Някои рапидографи имат писец, изработен от волфрам или с диамантен връх. С тях може да се пише и върху по-неравни повърхности. Дебелината на писеца варира от 0,1 до 2,5 мм и е обозначена върху писалката чрез числа или чрез стадартизирана цветна маркировка.
| Дебелина в мм          | 0,13     | 0,18   | 0,25 | 0,35 | 0,50  | 0,70 | 1,0     | 1,4   | 2,0 |
| Цвят съгласно ISO 9175 | виолетов | червен | бял  | жълт | кафяв | син  | оранжев | зелен | сив |
| ---------------------- | -------- | ------ | ---- | ---- | ----- | ---- | ------- | ----- | --- |